# Ferdinand von Meerheimb
Ferdinand Ludwig Johann Freiherr von Meerheimb (* 11. April 1823 auf Gut Gnemern; † 7. Mai 1882 in Berlin) war ein deutscher Soldat und Autor. Er war preußischer Generalmajor und Militärschriftsteller.

## Leben

### Herkunft
Ferdinand entstammte dem Adelsgeschlecht Meerheimb. Er war das dritte Kind und der zweite Sohn des Oberstleutnants a. D. Jasper Friedrich von Meerheimb (1785–1872) und dessen Ehefrau Emilie Karoline, geborene von Kleist aus dem Hause Stavenow (1800–1887).

### Militärkarriere
Meerheimb besuchte das Pädagogium in Halle (Saale) und das Domgymnasium Magdeburg. Er trat am 6. Dezember 1841 als Dreijährig-Freiwilliger in das 2. Infanterie-(Königs-)Regiment der Preußischen Armee ein. Als Sekondeleutnant war er 1846 bis 1855 Lehrer an der Divisionsschule des II. Armee-Korps. Zwischenzeitlich beteiligte sich Meerheimb im März 1848 während der Straßenkämpfen in Berlin an der Niederschlagung der Revolution und nahm im gleichen Jahr am Feldzug gegen Dänemark teil. Hier kämpfte er bei Schleswig und wurde bei Düppel leicht verwundet.
Im Deutschen Krieg 1866 war Meerheimb Kompaniechef in Böhmen und im Deutsch-Französischen Krieg 1870/71 befehligte er in Frankreich zunächst das I. Bataillon des 2. Landwehr-Infanterie-Regiments. Vom 25. Dezember 1870 bis 31. März 1871 war er Kommandant von Reims. Ansonsten war er von 1867 bis zu seinem Ausscheiden aus Gesundheitsgründen 1880 im Nebenetat beim Großen Generalstab in Berlin tätig.

### Familie
Meerheimb hatte am 7. Mai 1850 Brunhilde von Ramin (1830–1909) geheiratet. Sie war die Tochter des Wilhelm von Ramin, Herr auf Schmagerow und preußischer Oberstleutnant a. D., und der Henriette, geborene von Saldern. Das Paar hatte fünf Kinder:
- Gertrud (* 1852) ⚭ 1872 Raimund von Caprivi (1840–1913), preußischer Generalleutnant
- Joachim Karl Friedrich (1855–1881)
- Katharina (* 1857) ⚭ Paul von Rohrscheidt (1850–1911), preußischer Generalmajor
- Henriette (1859–1920), Schriftstellerin

⚭ 1881 (Scheidung) Max Treusch von Buttlar-Brandenfels
⚭ 1890 Rudolf von Bünau (1852–1911), preußischer Generalleutnant
- Brunhilde (1869–1901) ⚭ 1888 Paul von Uthmann (1857–1918), preußischer Generalleutnant

## Werk
Bedeutender als seine militärische war seine schriftstellerische Tätigkeit, besonders auf dem Gebiet der Kriegsgeschichte. Er verfasste zahlreiche seiner Beiträge in Zeitschriften und Sammelwerken sowie zwei Beihefte zum Militär-Wochenblatt über Frankreich und die Franzosen (1872) und Militärbildung und Wissenschaft (1873). In einem weiteren Beiheft (1877) legte er eine Lebensbeschreibung von Friedrich von Wrangel vor, die auch als Buch erschien. Auch in der Allgemeinen deutschen Biographie lieferte er zahlreiche Artikel. Von 1873 bis zu seinem Tod war er Redakteur der Militär-Litteratur-Zeitung. Eine Arbeit über Prinz Heinrich war druckfertig in seinem Nachlass.

## Schriften
- Shermans Feldzug in Georgien: Vortrag gehalten am 30. Oktober 1868 in der Militairischen Gesellschaft zu Berlin. Mittler, Berlin 1869. Digitalisat
- Graf von Wrangel, Königlich Preußischer General-Feldmarschall. Ernst Siegfried Mittler & Sohn, Berlin 1877.
- Geschichte der Pariser Kommune. Ernst Siegfried Mittler & Sohn, Berlin 1880.
- Briefe eines preußischen Offiziers aus dem Jahre 1848. (posthum hrsg. von seiner Tochter Margarethe Henriette Gräfin von Bünau, geb. Freiin von Meerheimb) In: Preußische Jahrbücher. Band 157, G. Reimer, Berlin 1914, S. 450–480 und Band 158, G. Reimer, Berlin 1914, S. 69–94.